# Hey Mama (singel av Righeira)
Hey Mama är en singel från 1984 av den italienska italo disco-duon Righeira. "Hey Mama", som skrevs av sångarna Johnson Righeira och Michael Righeira och producenterna Michelangelo La Bionda, Carmelo La Bionda och Luca Orioli, lanserades från början inte på något album utan finns med på samlingsalbumet Righeira '83-'85 från 1985.

## Låtlistor och format
- Italiensk 7"-singel[2]

A. "Hey Mama" (Italian Version) – 3:47
B. "Hey Mama" (Spanish Version) – 3:47
- Tysk 12"-maxisingel[3]

A. "Hey Mama" (Spanish Version) – 5:12
B. "Hey Mama" (Italian Version) – 5:12